# غوبرنيه

تقسيمات الامبراطورية الروسية في عام 1914

غوبرنيه (أيضا [gubernia وguberniia وgubernya] خطأ: {{لغة}}: عدم تطابق بين نص غير لاتيني (في الموضع 10: و) والوسم الفرعي للخط اللاتيني (مساعدة)) تقسيم إداري استخدم في الإمبراطورية الروسية، عادة ما يترجم إلى محافظة أو مقاطعة. كان يحكم الغوبرنيه غوبرنتور (حاكم) губернатор، gubernator، وهي كلمة مستعارة من الاتينية gubernator التي بدورها استعارتها من اليونانية kybernates. في بعض الأحيان بشكل غير رسمي استخدم مصطلح غوبرنيه للإشارة إلى منصب المحافظ أو حاكم المقاطعة.
أنشأ هذا التقسيم الإداري في 18 ديسمبر 1708 بواسطة مرسوم (أمر إمبراطوري) من قبل بطرس الأكبر، وقد تم تقسيم روسيا إلى ثمانية غوبرنيات. في 1719، تم تقسيم الغوبرنيه إلى مزيد من المحافظات провинции أو provintsii في وقت لاحق ارتفع عدد الغوبرنيه إلى 23.
في إصلاح 1775، كان تقسيم الغوبرنيه إلى اويزد (уезды) يستند أساسا إلى عدد السكان، واستعيض عن مصطلح غوبرنيه بمرادف ذي المنشأ الروسي: namestnichestvo наместничество، أحيانا ترجم إلى «نيابة الملك». مصطلح غوبرنيه كان لا يزال قيد الاستخدام. يحكم نيابة الملك ناميستنيك (наместник) (الترجمة الحرفية: «نائب») أو حاكم عام (генерал-губернатор) بالمقابل، فإن مصطلح الحكومة العامة генерал-губернаторство كان يستخدم في الإشارة إلى الأراضي الفعلية التي يحكمها الحاكم العام. كان لمكتب الحاكم العام مزيد من السلطة الإدارية وكان في موقع أعلى من مكتب المحافظ. في بعض الأحيان حكم الحاكم العام عدة غوبرنيه.
بأمر إمبراطوري من جانب مجلس الإمبراطورية الروسية في 31 ديسمبر 1796 تم تخفيض رتبة مكتب الحاكم العام إلى المستوى السابق للمحافظة، قسمت روسيا من جديد غوبرنيهات، والتي تم تقسيمها إلى اويزد، وتقسيمها إلى مزيد من فولوست волост، ومع ذلك عدة حكومات عامة متكونة من عدة غوبرنيهات بقيت موجودة حتى عام 1917.
التقسيم الأخير قائم حتى بعد الثورة الروسية (1917).
الغوبرنيهات ((الروسية: губе́рния)(بالبولندية: gubernia)(بالسويدية: län)(بالفنلندية: lääni)) هي التقسيمات الفرعية لكونغرس بولندا («بولندا الروسية») ودوقية فنلندا («فنلندا الروسية»).
بعد ثورة فبراير، تم تسمية حكام الحكومة الروسية المؤقتة في مفوضي غوبرنيه. بعد ثورة أكتوبر بقيت الأقسام كما كانت، ولكن جهاز التحكم استعيض عنه بالغوبرنيه السوفياتي губернский совет).
التقسيمات الفعلية للاتحاد السوفياتي في وحدات إقليمية خاصة خضع لتغييرات عديدة، ولا سيما خلال الفترة 1918-1929. في النهاية، في عام 1929، تم استبدال وحداتها إلى أوبلاست وأوكروغ وريون.
في روسيا الحديثة، على الرغم من أن الغوبرنيه مصطلح عفا عليه الزمن، الغوبرناتور كلمة تستخدم عند الإشارة إلى محافظ أوبلاست أو اكراي.